# Alonso de Espinosa (gobernador de El Hierro)
Alonso de Espinosa fue nombrado gobernador de El Hierro en 1577, por Diego de Ávila y Rojas, en un documento firmado en La Palma.
Intervino en una de las búsquedas de la mítica isla de San Borondón.